# Buhăiești, Vaslui
Buhăiești este un sat în comuna Vulturești din județul Vaslui, Moldova, România. Se află în partea de nord-vest a județului, în Podișul Central Moldovenesc. La recensământul din 2002 avea o populație de 941 locuitori. Este nod feroviar.

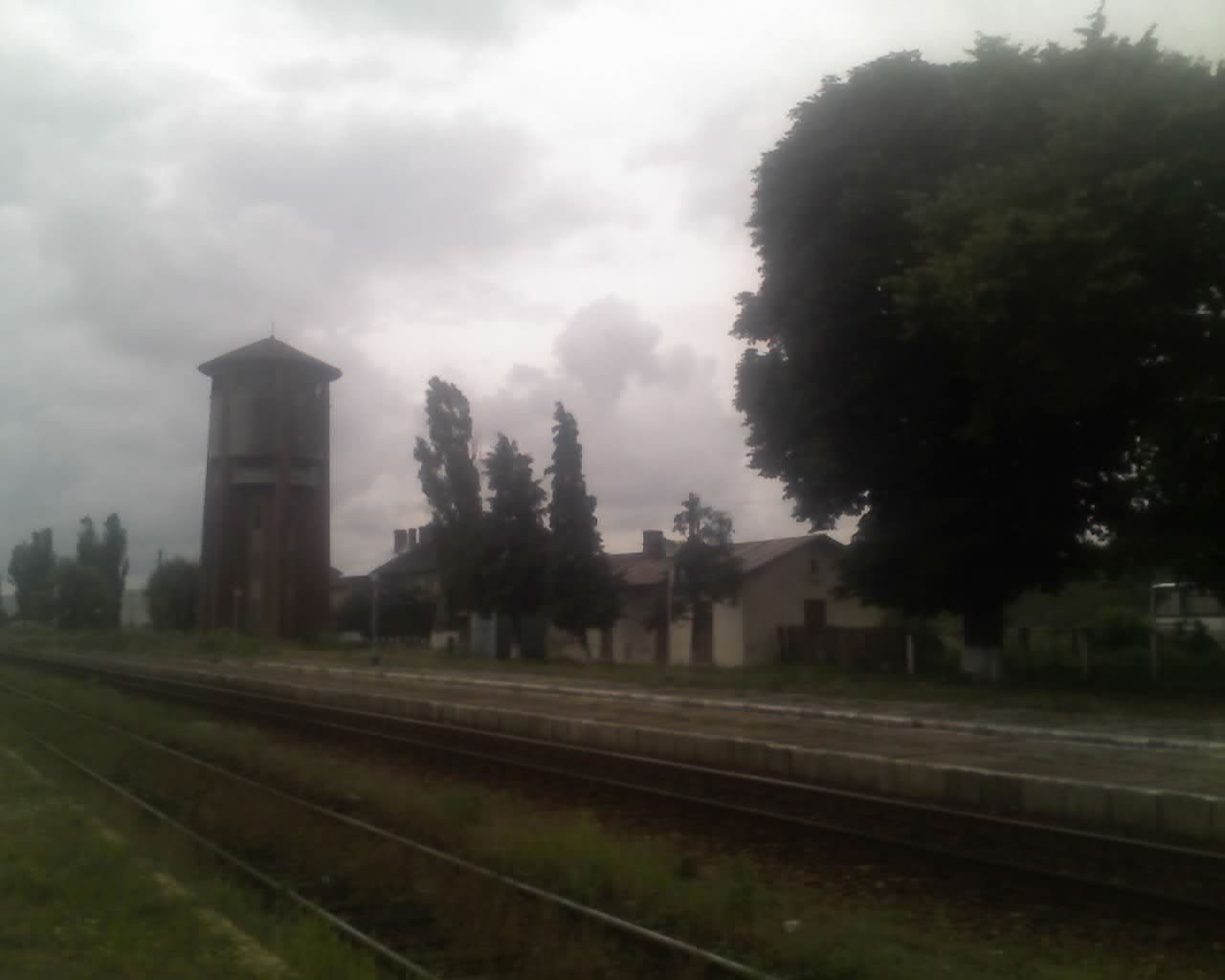
Turnul de apă din Buhăiești

## Istoric
Prima mențiune a sa datează din 1599-1600, datat 7108 pe un zapis, însă e posibil ca referire la Buhăiești să se fi făcut și într-un jurămînt de credință față de regele Poloniei, datat la Liov la 19 septembrie 1442, unde găsim un pan (din slavă, domn, adică un boier) „Stanciul Bahaetskîi”. Acel Stanciu ar putea fi din Buhăiești, cum nu se mai cunoaște decât un Bugaiciouți, pe Răut, derivat de la același antroponim.
Revenind la zapisul din 1599-1600, se poate întrevedea situația satului cu măcar jumătate de veac înainte, adică pe la mijlocul secolului al XVI-lea, când Alexandru Lăpușneanu trebuie să-l fi întărit pe Văscan pârcălabul asupra a jumătate din sat, transmisă apoi fiului Costea, vel vătav, și de acesta fiicei sale Drăgălina, cea care, alături de soțul ei, Ionașcu visternicelul vinde moșia uricarului Băseanul. Despre cealaltă jumătate a satului, cea de sus, nu se știe nimic concret pentru acele începuturi ale istoriei documentate în scris a Buhăieștilor, însă din acte de la 1611, 1617, 1620 și mai departe, de pe tot parcursul secolului XVII, apar nume de răzeși buhăieșteni martori la diverse pricini, judecîndu-se ori vînzînd posesiuni.
Din 1670 e pomenită o anumită Ciujdoaia, stăpânind asupra părții de sus a satului, iar urmașii ei pot fi urmăriți în documente până în secolul al XIX-lea, însă cel mai de seamă răzeș la sfârșitul secolului al XVII-lea a fost Vasile Buhăescul, ginere al Ciujdoaiei, logofăt și apoi vornic de poartă.
Tot de la sfârșitul secolului al XVII-lea este atestată într-o poiană traversată de Pârâul Humii (în sud-estul satului vecin actual Poiana) o stațiune de producere a prafului de pușcă, numită Buda.
Un alt Vasile Buhăescu, nepot de frate al celui menționat mai sus, bifează funcții importante în prima jumătate a secolului al XVIII-lea, ca vel cămăraș, vel pitar, vel medelnicer, paharnic ori logofăt.
În a doua jumătate a secolului XVIII, după 1766, un negustor cu dughene în Iași, Anastasie Duca, intră în posesia unor pământuri la Buhăești, după ce Vasile Buhăescu (al doilea) și fiul său Ștefan nu-i pot înapoia o datorie, iar după 1779 Duca își vinde partea șetrarului Ștefan Caracaș.
Ștefan Caracaș descindea din marele pitar Caracaș din vrema lui Vasile Lupu, iar urmașii lui au fost pentru un veac și jumătate principalii proprietari ai moșiei Buhăieștilor; de asemenea, este stră-străbunicul biospeologului Emil Racoviță. Pe fiul lui Ștefan Caracaș, ce purta întocmai numele tatălui, buhăieștenii îl pomenesc și azi, acesta fiind ctitorul bisericii din sat, cu hramul Adormirea Maicii Domnului, construită în 1798. El apare în pridvorul bisericii, în portretul de ctitor, alături de soția Catrina. Documentele cu referire la moștenirea pitarului Caracaș arată amploarea apiculturii în ținutul Vasluiului la acea vreme. Buhăieștii de Jos sînt și acum numiți de către localnici Cărăcășeni (de fapt, Cărcășăni în pronunția buhăieșteană). Ca fapt divers, după moartea fiului lui Ștefan Caracaș-întîiul, Ioniță Caracaș, soția acestuia, Ilinca Clucerescu, se căsătorește cu un grec, Constantin Tiriachiu, atestat la Buhăiești ca jicnier după eveniment.
De la începutul secolului al XIX-lea datele cu privire la Buhăiești se înmulțesc, iar alături de vechile familii ale satului apar noi nume, cum ar fi cel al lui Vasile Pogor, tatăl renumitului junimist cu același nume. De la Vasile Pogor-tatăl dăinuie și azi toponimul Pogoreni (în pronunția buhăieșteană, Pogorăni) pentru fosta denumire Buhăieștii de Sus.
Cel mai de seamă buhăieștean al secolului XIX avea să fie Costache Caracaș (1791-1859), fiu al lui Ioniță și al Ilincăi, personaj extrem de activ, convocat printre altele în 1857 pentru alegerea deputaților în Divanul Ad-hoc din partea marilor proprietari ai clasei a doua.
Alți locuitori de seamă ai satului au fost, mai târziu, compozitorul Raul Sculy (1882-1954) și scriitorul Theodor Râșcanu (1888-1952), care a scos la Buhăiești ziarul Lumină (1928-1930). Tot la Buhăiești acesta scrie în 1936 romanul Răzvrătitul Toderiță, o reconstituire a vieții bunicului său, poșoptistul Teodor Râșcanu.